# Exception
exceptionは、i-saintが制作したサイドビューシューティングゲーム。PC用インディーゲーム(同人ゲーム)として制作され、後にサクセスが業務用ソフトとしての移植を発表しロケーションテストが行われ、2011年よりNESiCAxLive配信専用ソフトとして稼働している。派生作品として、システムを流用した「exception conflict」が存在する。
具体的なジャンルは「全方位スクロール物量系アブストラクト系シューティング」と制作者が記述している。

## 概要
本作は地形要素のあるライフゲージ+残規制の強制スクロールシューティングであるが、本項の冒頭で記述されたジャンル名のとおり、ゲーム全体のデザインは暗い灰色の立方体や直方体、三角柱の組み合わせという「アブストラクト(抽象的)」な構成で、スクロール方向も上下左右に変化する。壊せるブロックを破壊し、地形を動かすなどの地形を利用したステージギミックや、ブロックを利用して敵の攻撃を防ぐといったギミックも多く盛り込んである。
特に特徴的なのが「多量に出現する立方体のブロック」の存在があり、敵の撃破等で出現する多数の立方体のブロック(破片)を利用して敵を撃破するという、従来のシューティングゲームにおける敵弾の攻撃利用にも似たシステムが組み込まれている。出現するブロックの破片の量はゲームモードによって調整することが可能。
画面上に存在する物体は、物理演算によって接触したモノ同士で動きあうようになっている。画面効果演出面でも、攻撃や爆発の光学エフェクトが強く出ていることや、爆発時にブラーエフェクトをかけることができたりと、特徴的な部分が見られる。

## 自機の操作
自機の移動は一般的なサイドビューシューティングと同様に全方向に移動できるが、攻撃方向をボタン操作により360度変更させることができる。自機の周りにあるリング状の物体で攻撃方向を判別することが可能。
自機の攻撃は、3種類存在する。
レーザー
自機の「攻撃方向」に直線状かつ断続的に放つ。発射中も攻撃角度を変更することができ、レーザーがうねるように曲がるようになっている。
レイ
ボタンを押すと自機の周囲にいる敵を次々にロックオンし、ボタンを離すと追尾するレーザーを多数発射する。敵の破片で自機が埋もれたときに、カタパルトの特殊ゲージを溜めながら空間を確保する際にも有効である。
カタパルト
本作の特徴的な攻撃方法。自機の攻撃方向前方にある破片ブロックや一部の敵を吹き飛ばす。
発動には、敵や破片ブロックの破壊によって溜まる特殊ゲージを消費し、発動の際に溜めたゲージの量によって吹き飛ばす範囲が3段階まで拡大する。一度使用するとゲージが0になり、1段階までゲージを溜めないと使用できない。
カタパルトの吹き飛し自体ではダメージを与えられないが、吹き飛ばしたブロックや敵はしばらく赤く染まり攻撃判定が付くほか、敵の攻撃などで破壊されなくなり防御としても使うことができる。これが何かに衝突することで、衝突したもの同士がダメージを受ける。吹き飛ばすブロックが多ければ多いほど短時間で敵に大ダメージを与えることが可能で、カタパルトで吹き飛ばした物しかダメージを与えられない敵も存在する。
吹き飛ばし効果は一部の動く地形にも適用され、動かすことができる。
なお、カタパルトで吹き飛ばした破片の数だけhit数が伸び、これが時間経過で途切れない限りスコアも上昇する。